# 2023年中国高空气球事件
2023年中国高空气球事件是2023年1月至2月数个来自中国的高空氣球飞入美洲多国空域而引发的外交事件。2月2日，美国国防部通报北美防空司令部偵測到一艘飛行物自阿拉斯加侵入美国和加拿大领空。美方懷疑气球為搜集情报所用高空偵測氣球（或称为“间谍气球”），經推定檢測，此飛行物源自中華人民共和國，中方承认漂浮物來自中國，為民用無人飛艇，否認是間諜氣球。2月3日，美国国防部通报第二个气球正位于拉丁美洲空域。美军于2月4日下午在南卡罗来纳州临近海域上空击毁首個气球，并打捞檢測。美國全國廣播公司2023年4月報道，美國今年2月擊落的中國氣球，能夠從多個美軍基地收集情報，並能實時傳回北京。不過，白宮及五角大樓的官員均稱未能證實消息。
儘管美国国防部表示該飛行物并未造成任何“實質上的安全危險”，但仍加劇中美關係恶化，其谴责中方侵犯领空违反国际法，亦促使美國政府取消國務卿布林肯访问中华人民共和国的計劃，中方則表示「雙方都沒有宣佈過什麼訪問」。中华人民共和国外交部表示气球均为用于气象等科研目的的民用无人飞艇，因受西风影响偏航误入领空，指美方击毁气球为“过度反应”嚴重違反國際慣例，並保留對同類事件作出處理的權利；但對於「民用無人飛艇」為哪間中國公司、企業或部門所有，中华人民共和国外交部未明確回應。此事件亦影响中加关系，使加拿大全球事务部召见中国驻加大使以示立場。
2023年6月，据《华尔街日报》报道，经美国相关机构初步调查结果显示，该高空气球收集了照片和视频，但似乎并未传输它们。美国国防部表示，该高空气球在飞越美国期间没有收集情报。在2023年9月17日CBS新聞星期日早晨播出的一次采访中，参谋长联席会议主席马克·米利告诉记者大卫·马丁，热气球没有进行间谍活动，而且美国情报界高置信度评估认为，热气球没有收集和传输情报。

## 背景

經推定的飛行軌跡路綫，由中國大陸境内乘西風帶飛往美加兩國，抵達蒙大拿州。

该类飛行物一般情況下是“觀測氣球”，如果是用於军事航空領域中，在19世紀至20世紀中期，例如有日本利用高速氣流投放氣球炸彈到美國等應用，在人類歷史中也是最早的航空作戰產物。美蘇冷戰期間，兩方陣營常相互派遣此类飛行物侵入他國領空，用作偵測軍事情報等。儘管20世紀後期起，氣球在偵察及收集情報的角色已逐漸被間諜衛星及無人機所取代，但此類氣球因造價低廉、穩定航行及因高空航行不易被發現，在偵察方面仍具有優勢。此氣球所有國中华人民共和国，被認爲擁有僅次於美國的衛星偵測能力，截至2021年共有260餘有關系統。有美國官員指出，中國從海南島放飛氣球，收集台灣、日本等地區情報。
早在2023年以前，關島、夏威夷以及佛羅里達等美國領空均有疑似用作情報偵探的高空氣球目擊事件，但未確定。中華民國國防部稱，在金門、連江等地亦有觀測到高空氣球，但不認爲有實質安全隱患，表示乃用作氣象研究。不過金融時報表示台灣近年數十次觀察到中國軍用氣球飛入台灣空域。日本宮城縣仙台市在2020年亦有目擊事件，但不確定是否源自中國。菲律賓也曾發現氣球入侵領空。中东的海湾地区同樣出現過氣球。美国国防部官员表示，中国高空侦察气球飛往美國境内并非鮮事，其中至少三次在特朗普時期，拜登上台後也有過一次，先前气球因飞行持续时间較短，因而沒有及时發現。特朗普時期的國防部長马克·埃斯珀则對上述中国监视气球曾进入美国表示不知情。

## 事件過程

飛行物的外型以及估算有關飛行物的大小。

彭博新聞社报导指出，早在1月28日就有白色不明飞行物进入美国空域，在周二（1月31日）离开，进入北爱达荷州，後来到达蒙大纳州。由于事发突然，美国官员感到困惑，向中国驻美国大使馆要求答覆。这条消息被拜登政府暂时掩盖下来，直到2月2日当地报纸比灵斯公报发布一张該气球照片後，其他媒体預計跟进报道，是故白宮在当天下午5点15分开始电话会议，向国会山庄的8名议员简报后，美国政府才決定公开消息。
美国国防部同加拿大國防部于2023年2月2日宣佈北美防空司令部近日偵測到一氣球狀飛行物侵入兩國领空：此飞行物從阿拉斯加州往南，依次穿越加拿大育空、不列顛哥倫比亞，后進入美國蒙大拿州，以18,000（59,000英尺）的高度往東飛行，最終被堪薩斯州監測站發現于比靈斯市上空。此飛行物超過民用飛行物最高12,000（39,000英尺）的高度。五角大樓聲明，認為氣球屬於中华人民共和国。

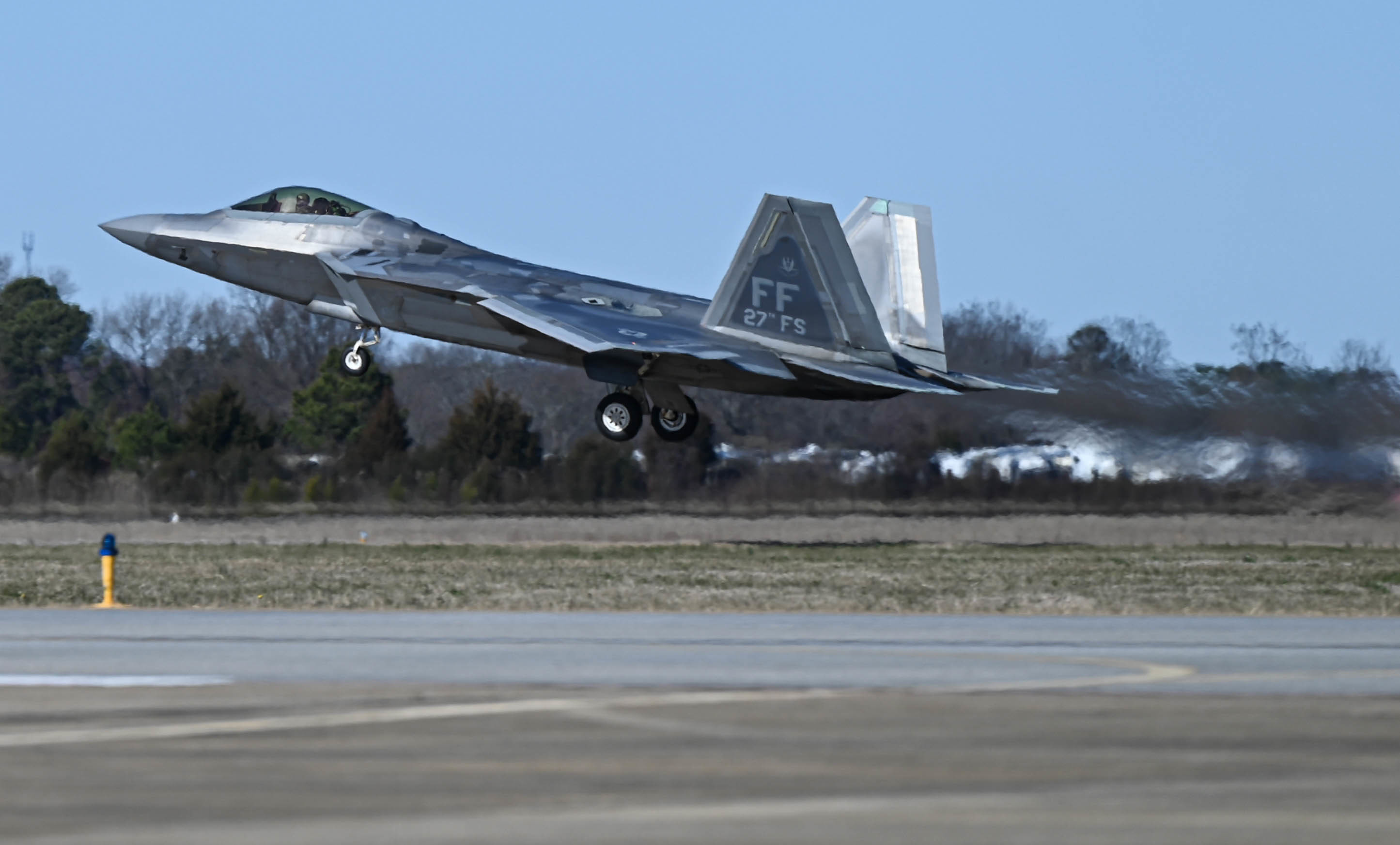
美國空軍第1戰鬥機聯隊的F-22猛禽戰鬥機在氣球事件中從維吉尼亞州蘭利-尤斯蒂斯聯合基地起飛

此氣球狀飛行物的有效载荷，即气球下方悬挂的设备部分約相當於二至三輛巴士，直徑約27米，而一般氣象探空氣球的直徑只有約2米，該飛行物比氣象探空氣球大超過10倍，也不同於不能控制的一般氣象氣球，這類氣球使用特殊材質製造，能遙控氣球的體積大小來控制飛行方向和高度。据美國技術科研人員依混合单粒子拉格朗日综合轨迹模型研判出飛行軌跡路綫，順西風帶往美洲飛行。蒙大拿州為美國核武設施重地，同時是美國三大洲際彈道飛彈部署地之一的马姆斯特罗姆空军基地所在。美國國防部新聞秘書雷德准將在2月3日表示該氣球在美國領空已有數天，由於這類氣球的飛行高度遠高於商業航班，不會威脅商業航空交通的安全，也不會對地面上的人構成安全威脅，而類似的氣球在過去幾年也有出現過，美國有採取措施，確保它無法收集敏感信息，故此該氣球收集到的情報十分有限，軍方考慮到氣球墜落可能對地面人員造成傷害等風險，會繼續監察氣球的狀況，暫不采取武力手段。加拿大國防部亦發表聲明稱發現另一個氣球，北美空防司令部正在跟踪及監察，加拿大情報機構亦與美國合作，保護加拿大的敏感信息。監測任務由北美防空司令部所屬三架軍用飛機執行。
在美加兩國國防部宣佈監測到飛行物翌日，再次宣告有第二個氣球飛行物位於拉丁美洲國家境内。哥伦比亚、委內瑞拉和哥斯达黎加等國家陸續報告確有目擊事件，但未用技術手段證實。2月4日，首個氣球飘至卡罗来纳州内，作為應急措施，美國聯邦航空局宣佈暫時關閉臨近空域，禁止飛行；同時下令默特尔比奇，查尔斯顿和威明顿3個國際機場暫停業務。美國東岸時間2月4日午後，此氣球即將離開美國東岸海岸線，美國國防部認為此時擊落氣球產生的碎片不會再對地面公眾構成安全威脅，於是採取擊落行動。當地時間下午2点39分在南卡羅萊納州瑟夫赛德海滩臨近海域，由美國空軍一架F-22猛禽戰鬥機從58,000英尺（18,000）的高度，發射一枚AIM-9X響尾蛇飛彈，擊落當時位處65,000英尺（20,000）的氣球。
氣球的碎片散佈在2.25平方（0.87平方英里）的區域，那裡的海洋深約47英尺（14），並開始收集工作以進行進一步檢查。范赫克將軍（General VanHerck）說，美國海軍正在進行回收行動，而美國海岸警衛隊正在確保碎片墜落地區的安全，奧斯卡奧斯汀號飛彈驅逐艦、菲律賓海號飛彈巡洋艦和卡特霍爾號船塢登陸艦與海岸警衛隊快艇和直升機、美國海軍潛水員和聯邦調查局反情報人員一起負責打撈氣球殘骸。
美國國家安全會議發言人约翰·柯比于2月6日聲明已撈獲部分氣球殘骸，但因天氣原因未能做更多水下偵測，未來幾天將持續在海底搜索，柯比亦稱沒有打算將殘骸交還給中國政府。部分氣球殘骸被送往維吉尼亞州匡堤科的FBI實驗室，由該局的運營技術部門進行分析。在南卡羅來納州海岸發現了可能的氣球碎片，警方要求當地居民報告其他目擊事件。 美國國防部于2月8日聲明此飛行物絕非民用氣球，同時指出這類偵察氣球曾經在南美、東南亞、東亞與歐洲等地40多個國家運行。美国情报机构亦认为，中国的间谍气球计划属于一项全球侦查工作，旨在收集有关世界各国军事能力的信息。2月9日，来自美国国防部、国务院和联邦调查局的一系列官员表示，穿越美国的中国气球携带了用于情报收集和通信的天线和传感器，這並非并用于气象预测，而且美方表示的確從殘骸中發現了傳感器。美國国务院指入侵美國的中國氣球與中国人民解放军有关。2月16日，美国完成中国气球打捞作业，殘骸移送FBI实验室分析。
4月3日，美國方面表示未能證實飛越美國領空的中國氣球能否將收集到的情報實時送回中國。

## 各當事国回應
|  |

加拿大外交部于2月2日在檢測到氣球飛行后，已通過多個渠道與中方溝通，並召見中華人民共和國駐加拿大大使丛培武，嚴正表明立場。作為對此事件的回應，美國總統喬·拜登緊急下令推遲國務卿安東尼·布林肯訪華行程；後者于2月3日聲明中方氣球出現于美國領空内，是“不可接受、不負責任的行為”，尤其在訪華前顯得更不負責，批評中方行為“侵犯主權”，正式取消此次會談；五角大楼發言人帕特里克·萊德准將在同日國防部記者會上亦表示，此氣球的高度仍然處於大氣層，仍屬美國領空，譴責中方公然違反国际法。总统拜登則于2月4日声明美国将密切关注此事。
在事件披露后，中华人民共和国外交部發言人毛寧在例行記者會上呼籲雙方保持冷靜，并稱已對“具體事件展開調查”；后于2月3日發表聲明此飞行物为无人飞艇，确认来自中国，属民用性质，用于气象等科研目的。受西风带影响，自身控制能力有限，该飞艇严重偏离预定航线，並对飞艇因不可抗力误入美国表示遗憾，也稱将继续同美方保持沟通，妥善处理此意外事件。當日晚間，中共中央政治局委员、中央外事办公室主任王毅应约同布林肯通话，强调中国一貫遵守国际法，也不接受无端臆测或炒作，應及时沟通，避免误判，管控分歧。
2月4日，中華人民共和國外交部表示“无意也从不侵犯任何主权国家的领土和领空”“對於美国政客、媒体对其攻击抹黑，中方坚决反对”，就取消訪華之事，其稱“事实上，中美双方都没有宣布过什么访问，美方发布有关消息是美方自己的事情，我们予以尊重”。在美國擊落中國氣球後，中华人民共和国外交部和中华人民共和国国防部表示強烈不滿和抗議，認為“美方执意动用武力，明显反应过度，严重违反国际惯例”，並表示“保留用必要手段处置类似情况权利”。美國國防部長劳埃德·奥斯汀曾要求与中國國防部長魏凤和通話，但遭中方拒絕。
加拿大总理特鲁多于2月5日譴責中國氣球侵犯美加兩國领空並且違反国际法，强烈支持美國擊落氣球，将會持续在安全和防御方面與美國合作。美國國防部發言人萊德于同日記者會駁斥中方“科研説法”，表示“我們知道這就是一顆偵察氣球，還要我説的更明白點嗎？”。同時，部分美国共和党參議員批评拜登政府“行动太晚，不仅让中国有机会取得敏感情资，还显得美国对中国有所示弱”。其中乔什·霍利呼籲就此事召開聽證會質問拜登，南卡罗来纳州议员喬伊·威尔逊則要求拜登、賀錦麗負起政治責任辭職下臺。
2月5日，中国外交部副部长谢锋就美國擊落氣球一事向美国驻华使馆负责人提出严正交涉，信中再次强調此事屬“不可抗力”導致的意外、偶發事件，并認爲“美方過度反應嚴重衝擊、損害兩國關係改善的嘗試”而中國政府正密切關注事態發展，保留“作出进一步必要反应的权利”2月6日，中国外交部表示拉丁美洲上空出现的气球，同樣是来自中国的民用无人飞艇，而且是由于受气候影响，且自身控制能力有限，因而严重偏离了预定路线，误入拉美和加勒比上空。中國政府同時承認一顆氣球飛越哥斯大黎加，中国驻哥斯达黎加大使馆向哥斯達黎加方面道歉，表示這顆氣球是用於氣象研究。
拜登在2月6日被媒體問及中美關係是否因此事件削弱時，他則給出“不會”的答案，稱“已向中國表示其立場，不會退縮”同時也指出“這不是（兩國關係）削弱或加强的问题”。同日，美国国务院发言人奈德·普莱斯表示該事件對中美關係改善并沒有幫助，同時透露“布林肯将在适当时候，寻求重新安排被推迟的访华行程”。翌日下午，中國驻美国使馆徐学渊临时代办就美方擊落中國氣球向美国国务院和白宫国安会高官提出严正交涉。拜登于美國國會国情咨文期間，表示不尋求與中方的衝突，只以競爭關係看待兩國外交。如果有任何侵犯美國主權，則會采取行動保護國家。
2月8日，美国国务卿布林肯在與北大西洋公約組織秘書長斯托尔滕貝爾格的新聞記者會表示，美国已与全球数十个国家分享“中国间谍气球”的信息，且指明中國在五大洲都有氣球，譴責中方此舉侵犯五大洲国家的主權；斯托尔滕貝爾格則表示，此爲中國將情報活動增加及投資軍事能力的提升體現之一，而他們將對此“保持警惕”。翌日，日本國官房长官松野博一聲明将与同盟国合作應對該气球问题。
美國眾議院2月9日一致通過決議案“譴責中共派遣偵察氣球”及“無恥地侵犯了美國的主權”，同時要求拜登政府匯報近年所有已知中國侵犯美國領空事件。同日，中華人民共和國外交部發言人毛寧在記者會上回應未曾聽過“機群”，並指控此爲美方信息戰的一部分。面對記者提問，即“若真是氣象氣球應歸屬哪家實體？”中方則對此表示“沒有可以提供的訊息”。
2月13日，中國外交部發言人汪文斌在例行記者會表示“有美方高空氣球未經中國相關部門批准，自2022年以來十餘次非法飛越中國領空，美方應當改弦更張，反躬自省，而不是抹黑指責中方”仍稱美方频射导弹击落飞行物是“过度反应”。美国白宫国家安全委员会的发言人阿德里安·沃森則在同日反駁中方指控，表示從未放气球飞进中国上空。2月15日，美国参议院朝野兩黨跨派提案，一致通过谴责中国间谍气球侵入美国领空的决议案，同時要求拜登説明如何与受此类气球影响的其他国家展開合作，并評估放任高空氣球飛入領空所獲取美國可能情報的具體價值。
中華人民共和國全国人大外事委员会于2月16日回應美国众议院在2月9日通过的譴責議案為“刻意渲染中国威胁，纯属恶意炒作和政治操弄”並对此表示“强烈谴责、坚决反对”。同時再重申，該“民用无人飞艇误入美国领空是不可抗力、偶發，不會對美國公民造成危害”。再稱美方「执意动武，蓄意造势」，严重违反国际法精神和国际惯例。同日美國總統拜登表示“期待与中国领导人习近平交谈”，但不会为美国战机击落中国气球而道歉。全国人大外事委员会再于2月20日就美国国会参议院通过的“涉无人飞艇事件决议案”表示，美方肆意炒作渲染“中国威胁”，恶意攻击抹黑中国，对中方反复阐明的严正立场置若罔闻，滥用武力，过度反应，严重违反国际法精神和国际惯例。美国国会蓄意煽动对立，制造紧张，将意外偶发事件政治化、复杂化、扩大化，是典型的霸权霸道行径。中方强烈敦促美国国会立即停止对华污蔑抹黑，避免对中美关系造成进一步干扰破坏。
6月20日，美國總統拜登在一次集会上表示，由於氣球因為风力偏离了航线，習近平因而不知道氣球在哪。在他（拜登）下令擊落装满间谍设备的气球时，這對独裁者们（指習近平）来说尤其尴尬，而且也令习近平感到特別生气。6月21日，中国外交部发言人毛宁表示美方的言论极其荒谬，严重违背外交礼仪，严重侵犯中方政治尊严，是公开的政治挑衅。中國駐美大使館警告，美方若不收回習近平是獨裁者言論將承受後果。
6月29日，美国国防部表示，2月初飞越美国上空后被击落的中国间谍气球，在飞越美国领空过程中，没有收集任何数据。美国之音转述华尔街日报对美方知情官员的引述称，中国高空侦察气球上装备了大量美制设备，具收集影像及其它信息的能力。

## 后续发展

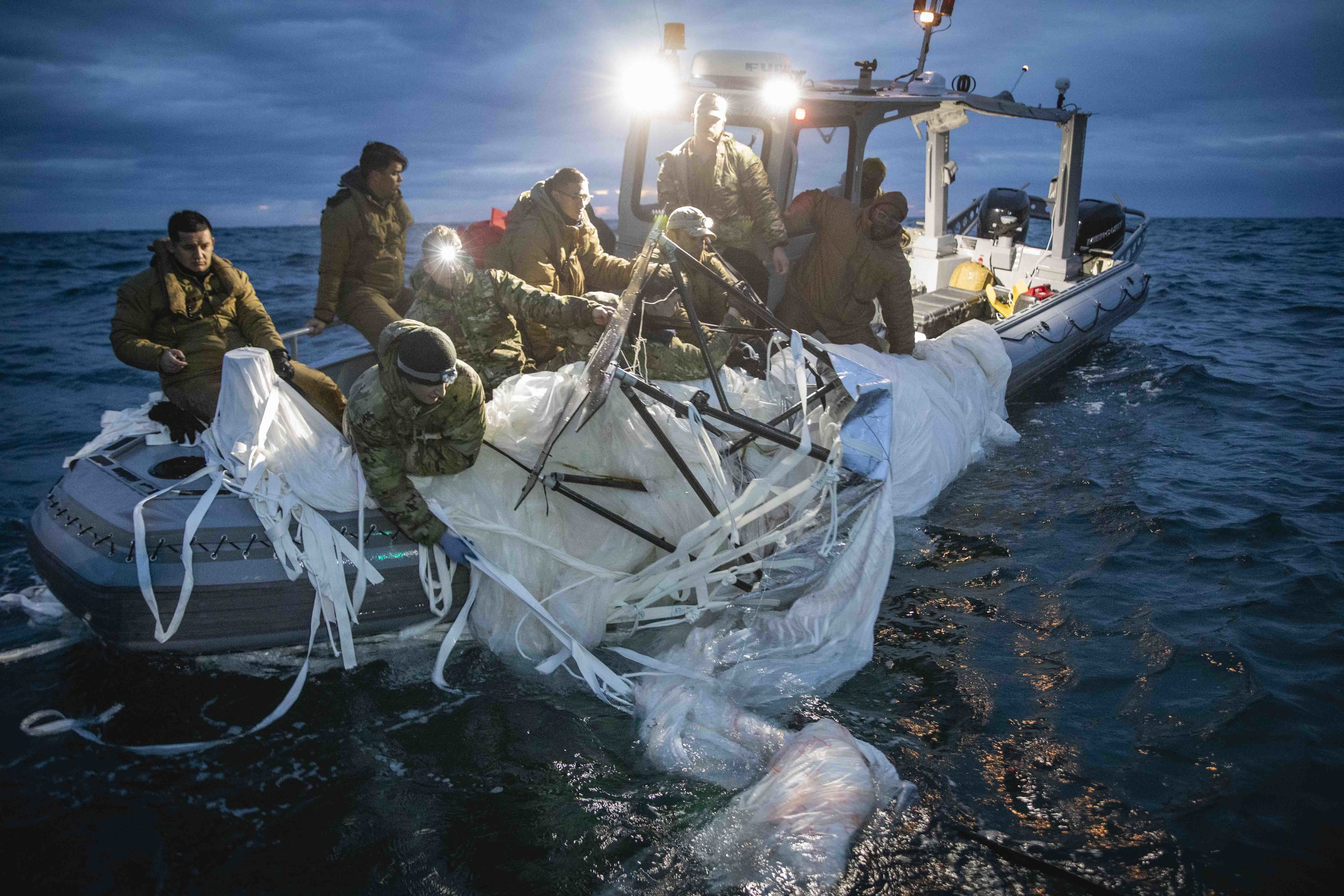
分配到爆炸物處理組2的美國海軍士官兵從大西洋回收了一部分氣球殘骸

中国气球被击落后，北美、拉丁美洲、中国和东欧发生了多起高空物体事件。美國國家安全會議發言人约翰·柯比于2月10日證實有“飛行物體”在美國與加拿大邊界附近被擊落，這個物體大約如一輛小汽車那麼大，但是沒有明確指出這是中國氣球。他說：「國防部過去24小時裡在阿拉斯加領空追踪了一個高空物體。該物體在4萬英尺（約1.23萬米）高度飛行，對民航安全構成可信威脅。出於格外謹慎，並在五角大樓的建議下，拜登總統下令軍方將該物體擊落，他們執行了。它們墜落在我們的領水，這些水域目前處在冰凍狀態」

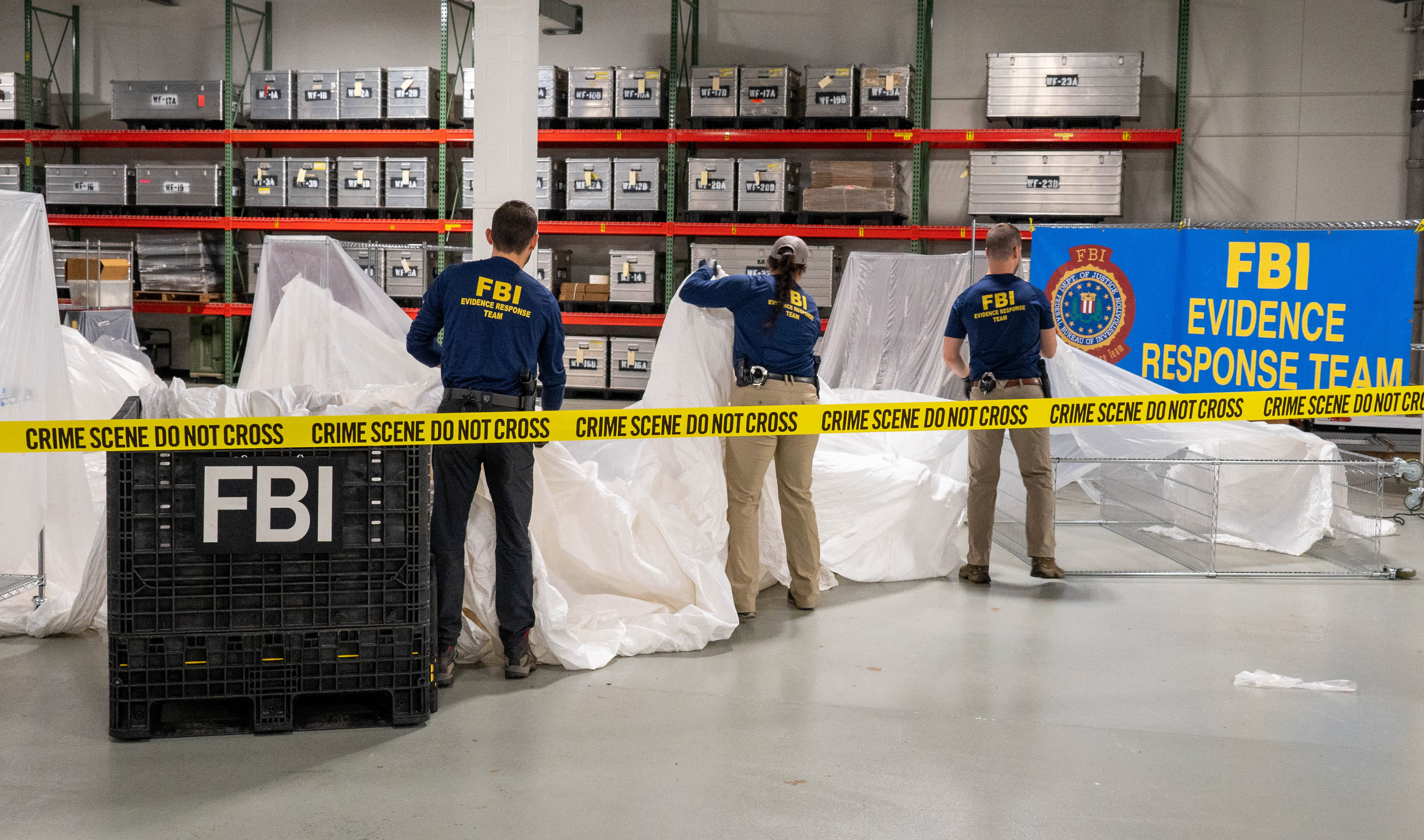
聯邦調查局处理中国气球碎片

2月11日加拿大總理賈斯汀·杜魯多推特聲明“已下令擊落一個侵犯加拿大領空的不明物體”。美國國防部隨後稱：「總統拜登授權美國戰鬥機協助北美航太防衛司令部與加拿大合作，擊落今天加國北部上空的一個高空飛行物體」「有兩架F-22戰鬥機監視這個物體，而其中一架發射一枚AIM-9X飛彈將其擊落。」而昨天（10日）擊落物體是在阿拉斯加州戴德豪斯（Deadhorse）上空擊落，11日則是在加拿大育空地區。2月12日下午2时42分，美国F-16战斗机在美国密西根州休伦湖上空2万米处击落了一个飞行体。2月12日，白宫国家安全委员会发言人表示：“这两个物体与中国气球不是非常相似，也比中国气球小得多。在我们取回物体碎片之前，我们不会把它们明确归类。”
中国青岛市即墨区海洋发展局于2月12日发布通告“日照附近海域发现不明飞行物，正准备击落。请海上作业渔船注意避险，具体位置东经120度51分，北纬35度37分。如有降落物落在渔船附近，请协助拍照取证；如条件允许，请协助打捞。”中华人民共和国大连海事局发布航行警告指，自2月13日8时至17日16时，黄海北部部分海域进行实弹射击，禁止驶入。
有民眾在日本上空目擊到氣球形狀的飛行物體。2月14日晚間，日本防衛省宣布強烈推定是中國施放的無人偵察用氣球，已透過外交管道進行交涉。
2月24日，中国化工集团否認與美上空飞艇有任何关系。
6月，BBC引用衛星影像稱，中國氣球計畫至少已持續五年，並曾飛越臺灣以及日本。

## 社論和分析
《国会山报》分析称，这起中国的政治战让美国与其盟国难堪。自从美国在1957年的技术发展落後苏联以来，中国的侦查气球给拜登政府带来另一个斯普特尼克时刻，使得美国公众发觉国土安全脆弱不堪。并以日本在1944年—1945年间向美国投放气球炸弹为例：该计划目的是攻击美国设施和杀伤人员。虽然多数气球都掉落于太平洋，其他气球并未引爆而散落北美各地，但仍有两枚成功攻击美国本土：其中一枚导致7名在俄勒冈州野餐的民众死亡，另一枚击中大古力水坝与博纳维尔水坝间的高压线路导致汉福德工厂的钚元素生产一度停止。以史为鉴或许中国向美国传达了基本信息：美国领空可轻易越过，也因此暴露在威胁下。「这些事件也向拜登政府和美国人民传达一个强有力的信息：「我们有能力轰炸你们的家园。」

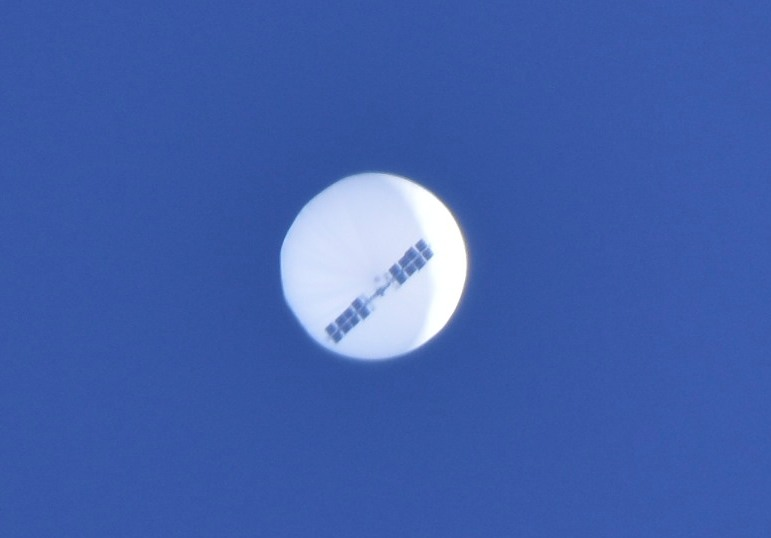
2月4日，位於南卡罗来纳州默特尔比奇上空的氣球

《今日心理学》杂志从社会心理学探讨，中国的间谍气球事件从最初就受到媒体的广泛报道，以及为何在美国产生恐慌心理。美國醫療社會學家，罗伯特·巴塞洛缪博士评论称：
|  | 然而，根据不明飞行物恐慌的悠久历史，未来几个月很可能会爆发都认定是中国人所作的神秘空中物体。这一事件具有正在形成的社会恐慌的所有要素：外国对手、政治紧张和不信任，强力宣传以及紧迫不安的公众。 |

巴塞洛缪博士也研究了几起类似事件，就在第一次世界大战爆发前，很多英国人声称从天空中大量目击德国的齊柏林飛船。不明飞行物被人们当作是敵國開發的一种威胁技术，但此類觀測結果普遍不可靠且容易出错。当时还有从英属南非的空中目击事件，据说在西南非洲号称发现德国单翼侦察机。但是纪录显示，德国空军只有三架飞机，而且没有一架飞机有复杂机动的能力可在高空中停留数小时，以及不加油长途飞行。三架德国飞机甚至有两架被禁用，第三架没有实际用途。瑞典在战後也有幽灵火箭的目击事件，据说这是由苏联人利用德国的前火箭技术发射的。当时谣言还有苏联拥有德国V型火箭足以攻击瑞典。但是根据瑞典的国防官员的一项调查显示，在近1000起目击事件和几起坠毁的报告中，没有证据表示火箭飞越瑞典上空，瑞典军事官员将大多数目击事件归类于气象或天文原因。
《华盛顿邮报》專欄作家伊沙安·塔鲁尔認爲此事件為中美冷戰的一部分，稱其兩國多年外交場上“最具戲劇性的事件”：北京方面在2023年開始嘗試對西方開展更友善的態度，減少「戰狼外交」，試圖消除國際社會上對其日益增長的厭惡與恐懼；中國國務院副總理刘鹤在一月舉行的世界經濟論壇上强調中國不會再施行計劃經濟、保持門戶開放與世界接軌，持續自由化與開放進程就是其體現之一。至於氣球事件，伊沙安·塔鲁尔引据复旦大学国际问题研究院教授赵明昊分析，該事件令中國高層感到“意外”，因爲他們沒有理由會主動破壞這一進程；拜登政府内部人員則認可部分觀點，表示中方在此次事件中“措手不及”。
《环球时报》前总编辑胡锡进在微博质疑美军实力，表示视频显示美军可能发射了多于一枚导弹才将失控飞艇击落，并称如果气球保持在30000米高度的话美军可能束手无策。其认为美方面对中国崛起并未展示出大度的态度，击落失控飞艇是一种撒气行为，目的是将其政治化并营造美方最终胜利的结局。
巴克内尔大学国际关系教授朱志群表示，如果双方有诚意改善关系的话，这是一个可以大事化小的偶发事件，如何处理则在于拜登政府一念之间。他还分析说该事件引起双方军事摩擦的可能性微乎其微。澳大利亚国立大学亚太学院讲师宋文笛表示，布林肯访华本是赶在美国总统选举的党内初选季节开始之前，抢先稳定住中美关系的好机会。但错失机会后，政治气氛将变得更加严峻。
揭發稜鏡計劃機密文件的愛德華·斯諾登認為這次事件是試圖掩蓋西摩·赫什揭發由一個親西方勢力將北溪二号的輸氣管破壞，因為這消息對於美國政府極為不利。

## 衍生谐仿
美中兩國除去嚴肅的批評爭論外，在民間、傳媒或政府人物亦有針對該事件調侃與諷刺：如由于該事件恰好發生在中國大陸科幻電影《流浪地球2》上映期間，部分網民與媒體戲稱該事件為「流浪氣球」事件。澳洲喜劇演員杨伯文在美國脫口秀《週六夜現場》有段關於該氣球事件的表演。除此之外，美國前國務卿邁克·蓬佩奧在社交媒體推特上傳了一張“小熊維尼拿著氣球”的圖片，諷刺中共總書記习近平監視美國的意圖。